# Reiko Mori
Reiko Mori (em japonês:  森禮子; 7 de julho de 1928 – 28 de março de 2014) foi uma romancista e dramaturga japonês. Ela foi agraciada com o Prêmio Akutagawa de 1979, por seu livro Mokkingubado no iru machi (モッキングバードのいる町).

## Infância e educação
Mori nasceu como Reiko Kawada em 7 de julho de 1928, na cidade de Fukuoka, Japão. Seu pai morreu em 1933, e a mãe de uma de suas irmãs morreu em 1945. Mori era uma criança com a saúde debilitada e, embora estivesse de repousar no leito, costumava ler. No entanto, a família não tinha muito dinheiro, então ela não podia se dar ao luxo de ir para a universidade. Ela conseguiu auditar as aulas enquanto trabalhava na biblioteca da Universidade Seinan Gakuin e começou a escrever depois de conhecer um grupo de poetas enquanto trabalhava na biblioteca. Ela se tornou cristã batista em 1947.

## Carreira
Em 1952, Naoki Kojima se mudou para a residência que se localizava ao lado da casa de Mori. Ele publicou seus poemas, histórias e ensaios em sua revista literária, a Kyushu Bungaku. Ela escreveu sob o pseudônimo "Reiko Mori". Em 1956, Mori se mudou para Tóquio e foi encorajada a continuar publicando por Ashihei Hino. Depois de conhecer Rinzo Shiina em 1960, começou a escrever sobre temas semelhantes aos seus trabalhos. Muitos de seus primeiros trabalhos foram indicados ou selecionados para prêmios.
Ela visitou a Europa em 1972 e os Estados Unidos em 1975. Após a última viagem, ela escreveu um livro chamado Mokkingubado no iru machi (モッキングバードのいる町), que ganhou o Prêmio Akutagawa de 1979. Posteriormente visitou a Coréia do Sul e escreveu um livro chamado Sansai no onna (三彩の女) em 1983.
Mori morreu de câncer pancreático em 28 de março de 2014.

## Estilo
Mori começou sua carreira escrevendo contos e peças de teatro. Depois de conhecer Shiina, ela começou a escrever mais peças com temas de emancipação. Ela frequentemente escrevia sobre cristãos escondidos durante o período Edo. Depois do falecimento de Shiina em 1973, ela começou a escrever peças e ensaios infantis sobre sua fé. Ela também começou a escrever críticas literárias. No final de sua carreira, Mori escreveu sobre questões femininas e publicou duas biografias, uma de Sumako Matsui e outra de Yaeko Batchelor.